# Автошлях Т 0909

Автошлях Т 0909 — автомобільний шлях територіального значення в Івано-Франківській області. Проходить територією Косівського та Снятинського районів. Загальна довжина — 48,7  км.